# Internationale Charta für Weltraum und Naturkatastrophen
Die Internationale Charta für Weltraum und Naturkatastrophen (englisch International Charter on Space and Major Disasters) ist eine Übereinkunft zwischen partizipierenden Raumfahrtagenturen weltraumgestützte Daten und Informationen zur Unterstützung von Hilfsmaßnahmen in Katastrophenfällen zur Verfügung zu stellen.
Die Charta ist einzigartig durch ihre Fähigkeit, Agenturen weltweit mit ihrem Knowhow und ihren Satelliten zu mobilisieren und zwar kostenlos für den jeweiligen Nutzer. Dazu steht ein zentraler Zugriffspunkt an sieben Tagen die Woche rund um die Uhr zur Verfügung.
Seit ihrer erfolgreichen Implementierung im November 2000 stellt die Charta immer wieder weltraumgestützte Daten nach plötzlichen Naturkatastrophen, wie Überschwemmungen, Wirbelstürmen, Tsunamis, Erdbeben, Erdrutschen, Waldbränden und Vulkanausbrüchen, zur Verfügung sowie auch nach industriellen Großunfällen oder großen Ölverschmutzungen.

## Geschichte
Im Anschluss an die Third United Nations Conference on the Exploration and Peaceful Uses of Outer Space (UNISPACE III) in Wien im Juli 1999 initiierten die Europäische Weltraumorganisation (ESA) und die Französische Raumfahrtagentur (CNES) die International Charter on Space and Major Disasters. Die Kanadische Weltraumagentur (CSA) schloss sich ihnen bald darauf an.
Inzwischen ist die Charta auf eine Gruppe von 17 Mitgliedern angewachsen, und Satellitendaten von 61 Satelliten wurden zur Beobachtung von mehr als 640 Katastrophenereignissen seit dem Jahr 2000 eingesetzt. Durchschnittlich wird die Charta bei rund 40 Katastrophen jährlich aktiviert. Weitere Details und viele aus Satellitendaten abgeleitete Produkte und Karten können der „Activations List“ auf der Website der Charta eingesehen werden. Im Jahr 2017 gewann die Charta den renommierten William Thomas Pecora Preis, der jährlich vom US Geological Survey (USGS) an Einzelpersonen oder Teams verliehen wird, die die zivile Nutzung der Fernerkundung entscheidend voranbringen.

## Mitglieder
Die folgenden 17 Raumfahrtagenturen sind derzeit Mitglieder der Charta und stellen im Rahmen von Charta-Aktivierungen Daten ihrer Erdbeobachtungs-Satelliten zur Verfügung (Stand 2023, gereiht nach Land):
- Comisión Nacional de Actividades Espaciales (CONAE) – Argentinien
- Instituto Nacional de Pesquisas Espaciais (INPE) – Brasilien
- Nationale Raumfahrtbehörde Chinas (CNSA) – China VR
- Deutsches Zentrum für Luft- und Raumfahrt (DLR) – Deutschland
- Europäische Weltraumorganisation (ESA) – EU
- European Organisation for the Exploitation of Meteorological Satellites (EUMETSAT) – EU
- Centre national d’études spatiales (CNES) – Frankreich
- Indian Space Research Organisation (ISRO) – Indien
- Japan Aerospace Exploration Agency (JAXA) – Japan
- Canadian Space Agency (CSA) – Kanada
- Korea Aerospace Research Institute (KARI) – Korea Süd
- Roskosmos – Russland
- UK Space Agency (UKSA) – UK
- National Oceanic and Atmospheric Administration (NOAA) – USA
- United States Geological Survey (USGS) – USA
- Agencia Bolivariana para Actividades Espaciales (ABAE) – Venezuela
- Raumfahrtbehörde der Emirate (UAESA) – Vereinigte Arabische Emirate

## Organisation und Arbeitsweise
Für jeden Katastrophentyp hat die Charta jeweils die für die Katastrophenhilfe nützlichsten Satellitensensoren und Aufnahmeoptionen identifiziert, die dann im konkreten Fall einer Aktivierung schnellstmöglich angefordert werden. Das Mandat der Charta beschränkt sich dabei auf die schnelle und kostenlose Bereitstellung von Satellitenaufnahmen, jedoch werden oft auch daraus abgeleitete Informationsprodukte wie Karten und Schadensbewertungen zur Verfügung gestellt. Neben neugewonnenen Daten werden auch Archivbilder so schnell wie möglich bereitgestellt, um Schäden im Vergleich der Satellitenbilder von vor und nach der Katastrophe zu visualisieren. Solche Informationen erlauben einen wertvollen Überblick über Gebiete, die am Boden nur schwer zugänglich sind, und helfen somit dabei, zerstörte Infrastruktur zu identifizieren und Gebiete ausfindig zu machen, in denen Hilfe besonders dringend benötigt wird. Die Charta wird von „autorisierten Nutzern“ – in der Regel nationale Katastrophenschutzbehörden – ausgelöst. Für jede Aktivierung der Charta wird ein Projektmanager benannt, der die Bereitstellung hilfreicher Informationen an den Nutzer koordiniert.

## „Universal Access“-Initiative
Mit dem Ziel, den Zugang zur Charta für Nutzer weltweit weiter zu erleichtern, haben sich die Mitgliedsagenturen auf das Prinzip des „Universal Access“ verständigt. Dies bedeutet, dass grundsätzlich jede nationale Katastrophenschutzbehörde weltweit in die Lage versetzt werden soll, ein Hilfegesuch an die Charta zu übermitteln. Dabei müssen festgelegte Abläufe befolgt werden, aber es spielt keine Rolle, ob der Notruf aus dem Land eines Charta-Mitglieds oder aus einem anderen Land kommt. Nationale Behörden können zum „autorisierten Nutzer“ der Charta werden, indem sie sich registrieren und an einem Training teilnehmen.